# Бульбони (пам'ятка природи)
Бульбо́ни — карстово-спелеологічна пам'ятка природи місцевого значення в Україні. Розташована в межах Хотинської міської громади Дністровського району Чернівецької області, на схід від села Каплівка.
Площа 39,1 га. Статус присвоєно згідно з рішенням 11-ї сесії обласної ради ХХІІІ скликання від 16.06.2000 року № 82-11/2000. Перебуває у віданні Анадольської сільської ради.
Статус надано для збереження мальовничої долини Каплівського потоку з водоспадами і цінними карстово-спелеологічними утвореннями.